# 康復諮詢
康復諮詢（英文：Rehabilitation counseling；又譯為復健諮商、重建諮商、重建輔導），為康復工作的一個專科，集中於掌握職業社會康復的個案管理知識及實務，服務對象為那些身心殘障或殘疾人士，目的是促進他們的獨立生活能力，著重協助他們尋找適合的工作，以及融入社區，從而提高他們的生活質量。
有關課程為指定大學的康復諮詢課程，課程包括600小時的實習，並考取有關執業試。執業的康復諮詢包括為受傷的軍人提供殘障後的身心適應調整支援及就業跟進。此外，亦協助因工受傷的工人，作為康復個案管理人員，協助他們重投工作等。